# 常設国際アルタイ学会
常設国際アルタイ学会（じょうせつこくさいアルタイがっかい）は、1957年当時の西ドイツ、ミュンヘンで開催中の第24回国際東方学者会議（International Congress of Orientalists、ICO）の最中、ボン大学教授のモンゴル学者ヴァルター・ハイシヒ(Walther Heissig)の提言により、10名余のヨーロッパ人学者によって創設された。翌1958年マインツで第1回会議が開催され、その後毎年、世界各地で開催されてきた。英語名は、Permanent International Altaisitic Conference、略称「PIAC」。

## 概要
アルタイ学とは、トルコ語、モンゴル語、ツングース語など、アルタイ山脈の東西に広がる言語をアルタイ語族と総称することから、これらの言語を使用する、中央ユーラシアの古代遊牧民にはじまる歴史、言語、民族学、文学などの研究のことを指すようになった。言語学に限って言えば、韓国語と日本語の専門家も加わることがある。
第二次世界大戦後、アルタイ学者の研究対象である中央ユーラシアは、その大部分が共産圏に入り、研究者も東西に分断された。1957年は、ソ連でフルシチョフ党第一書記が東西平和共存を呼びかけ、デタントが始まった年であり、その機運に乗じて、東西陣営に分かれた研究者間の交流をはかるために本学会が創設されたのである。
初代書記長には、学会創設を提言したボン大学のハイシヒが選ばれ、第3回目の会議で、ハンガリー生まれで当時英国ケンブリッジ大学東洋学部で教えていたデニス・サイナー（Denis Sinor）が書記長に選ばれた。サイナーはこのあと5年ごとの再選のたびに書記長に選ばれ続けたが、2006年ベルリンで開催された第49回会議で本人自ら引退を宣言し、2007年ロシア・タタルスタン共和国カザンで開催された第50回会議において、ベルリン自由大学のトルコ学者バーバラ・ケルナー・ハインケレ（Barbara Kellner-Heinkele）が書記長に選ばれた。15年間務め2022年に引退を告げ、次にオリバー・コーフ（de:Oliver Corff）が選定された。
サイナーは1962年にアメリカ合衆国インディアナ大学に移り、常設国際アルタイ学会の本部もここになった。サイナー個人の編集によるPIAC News Letterは、不定期ながら、2002年の27号まで発行され、メンバーに郵送された。インディアナ大学は、1962年第5回会議の開催を記念して#インディアナ大学アルタイ学賞を設けた。
インディアナ大学アルタイ学賞（通称PIACメダル）は、常設国際アルタイ学会が「アルタイ学の進展に顕著な功績があった」と認めた学者に贈られる賞で、毎年の学会のビジネス・ミーティングにおいて受賞者が発表され、出席していれば、皆の前で名前が刻まれた純金のメダルが授与される。出席していなければ、あとで本人にメダルが届けられる。選定方法は、毎年の学会中、PIACメンバーによる無記名投票により、賞の選考委員三名が選ばれ、PIAC書記長Secretary General、その年の学会主催者President、選考委員あわせて五名からなる国際委員会International Committeeが、次年のメダル受賞者を選ぶ仕組みである。PIACメンバーとは、過去二回、自国以外で開催された学会に参加し、投票時には三回目の参加を果たした者のことである。
常設国際アルタイ学会の日本人で最多の参加者は岡田英弘で、参加した会議ほとんどすべてについて学会報告を発表している。その妻の宮脇淳子も1985年以来しばしば岡田とともに参加し、1995年には岡田が会長、宮脇が事務局長となり、日本の川崎市で第38回会議を開催した。
日本のアルタイ学者も初期からしばしば参加し、常設国際アルタイ学会の特徴である、参加者全員が平等に自己紹介と最近の業績について報告する権利のある「コンフェションズConfessions（告白）」を取り入れた「日本アルタイ学会（通称 野尻湖クリルタイ）」を、1964年に有志で創設した。

## 常設国際アルタイ学会 開催場所一覧
出典：公式ウェブサイト Annual Meetings by Year（英語）
1. 1958 Mainz（西ドイツ）
2. 1959 Mainz（西ドイツ）
3. 1960 Burg Liebenstein（西ドイツ）
4. 1961 Cambridge（英国）
5. 1962 Bloomington (米国インディアナ州）
6. 1963 Mätinkylä/Helsinki（フィンランド）
7. 1964 De Pietersberg（オランダ）
8. 1965 Schloss Auel(アウエル城), Wahlscheid（西ドイツ）
9. 1966 Ravello（イタリア）
10. 1967 Manchester（英国）
11. 1968 Hørsholm（デンマーク）
12. 1969 East Berlin（東ドイツ）
13. 1970 Strasbourg（フランス）
14. 1971 Szeged（ハンガリー）
15. 1972 Strebersdorf（オーストリア）
16. 1973 Ankara（トルコ）
17. 1974 Bad Honnef（西ドイツ）
18. 1975 Bloomington (米国インディアナ州）
19. 1976 Helsinki（フィンランド）
20. 1977 Leiden（オランダ）
21. 1978 Manchester（英国）
22. 1979 Ghent（ベルギー）
23. 1980 Strebersdorf（オーストリア）
24. 1981 Jerusalem（イスラエル）
25. 1982 Uppsala（スウェーデン）
26. 1983 Chicago (米国イリノイ州)
27. 1984 Walberberg（西ドイツ）
28. 1985 Venezia（イタリア）
29. 1986 Tashkent（ソ連）
30. 1987 Bloomington(米国インディアナ州)
31. 1988 Weimar（東ドイツ）
32. 1989 Oslo（ノルウェー）
33. 1990 Budapest（ハンガリー）
34. 1991 Berlin（ドイツ）
35. 1992 Taipei（中華民国）
36. 1993 Almaty（カザフスタン）
37. 1994 Chantilly（フランス）
38. 1995 Kawasaki（日本）
39. 1996 Szeged（ハンガリー）
40. 1997 Provo（米国ユタ州）
41. 1998 Majvik[15]（フィンランド）
42. 1999 Prague（チェコ共和国）
43. 2000 Lanaken（ベルギー）
44. 2001 Walberberg（ドイツ）
45. 2002 Budapest（ハンガリー）
46. 2003 Ankara（トルコ）
47. 2004 Cambridge（英国）
48. 2005 Moscow（ロシア）
49. 2006 Berlin（ドイツ）
50. 2007 Kazan（タタールスタン共和国, ロシア）
51. 2008 Bucharest（ルーマニア）
52. 2009 Hohhot（中華人民共和国内モンゴル自治区）
53. 2010 St.Petersburg（ロシア連邦）
54. 2011 Bloomington (米国インディアナ州)
55. 2012 Cluj-Napoca（ルーマニア）
56. 2013 Izmit (トルコ)
57. 2014 Wladiwostok (ロシア）
58. 2015 Dunajská Streda (スロバキア)
59. 2016 Ardahan（トルコ）
60. 2017 Székesfehérvár (ハンガリー)
61. 2018 Bishkek (キルギスタン）
62. 2019 Friedensau（ドイツ）※第63回大会は2021年に延期[16]
63. 2021 Ulaanbaatar（モンゴル）
64. 2022 Budapest（ハンガリー）
65. 2023 Astana（カザフスタン）
66. 2024 Göttingen（ドイツ）
67. 2025 [17]

## インディアナ大学アルタイ学賞（通称PIACメダル）受賞者
出典：公式ウェブサイト Indiana University Prize for Altaic Studies, 1963–2014（英語）
- 1963 アントワーヌ・モスタールト（アメリカ合衆国）
- 1964 エーリヒ・ヘーニシュ（西ドイツ）
- 1965 Rinchen（モンゴル人民共和国）
- 1966 Gyula Németh（ハンガリー）
- 1967 Martti Räsänen（フィンランド）
- 1968 Louis Ligeti（ハンガリー）
- 1969 Sir Gerard Clauson（イギリス）
- 1970 ニコラス・ポッペ（アメリカ合衆国）
- 1971 Annemarie von Gabain（西ドイツ）
- 1972 V.I.Cincius（ソ連）
- 1973 Walter Fuchs（西ドイツ）
- 1974 オーウェン・ラティモア（アメリカ合衆国）
- 1975 Karl Jahn（オランダ）
- 1976 A.N.Kononov（ソ連）
- 1977 Gunnar Jarring（スウェーデン）
- 1978  (受賞者なし)
- 1979 John Andrew Boyle（イギリス）
- 1980 N.A.Baskakov（ソ連）
- 1981  (受賞者なし)
- 1982 ワルター・ハイシッヒ（西ドイツ）/ デニス・サイナー (アメリカ合衆国)[18]
- 1983 服部四郎（日本）
- 1984 Karl H.Menges（アメリカ合衆国）
- 1985 Aulis J.Joki（フィンランド）
- 1986 Károly Czeglédy（ハンガリー）
- 1987 Pentti Aalto（フィンランド）
- 1988 Francis Woodman Cleaves（アメリカ合衆国）
- 1989 Johannes Benzing（西ドイツ）
- 1990 Omeljan Pritsak（アメリカ合衆国）
- 1991 Edmond Schutz（ハンガリー）
- 1992 A.M.Shcherbak（ロシア）
- 1993  (受賞者なし)
- 1994 James Hamilton（フランス）
- 1995 Jean Richard（フランス）
- 1996 L.P.Potapov（ロシア）/ デニス・サイナー（アメリカ合衆国）
- 1997 Gerhard Doerfer（ドイツ）
- 1998 Edward Tryjarski（ポーランド）
- 1999 岡田英弘（日本）
- 2000 耿世民（中国）
- 2001 András Róna-Tas（ハンガリー）
- 2002 池上二良（日本）
- 2003 Zeynep Korkmaz（トルコ）
- 2004 Igor de Rachewiltz（オーストラリア）
- 2005 セルゲイ・グリゴリエヴィチ・クリャシュトルヌィ（ロシア）
- 2006 Giovanni Stary（イタリア）
- 2007 Mirkasym Usmanov（タタールスタン共和国, ロシア）
- 2008 Klaus Sagaster（ドイツ）
- 2009 Peter Zieme（ドイツ）
- 2010 Seong Baegin (大韓民国)
- 2011 György Kara (アメリカ合衆国/ハンガリー)
- 2012 Charles R. Bawden (イギリス)
- 2013 Hartmut Walravens (ドイツ)
- 2014 Dalantai Tserensodnom (モンゴル国)

## PIACアルタイ研究賞 受賞者
出典：公式ウェブサイト PIAC Prize for Altaic Studies, 2018–（英語）
- 2018 Dieter Maue (ドイツ)
- 2019 Martin Gimm (ドイツ)
- 2021 (受賞者なし)
- 2022 Sárközi, Alice (ハンガリー)
- 2023 Barbara Kellner-Heinkele (ドイツ)
- 2024 (受賞者なし)

## 関連文献
- 『東洋学報』第47巻第3号、東洋文庫、1964年12月。
  - pp.463-466 岡田英弘「第7回 PIACの開催」。
  - pp.466-469 山田信夫「第1回「若手アルタイ学者の集り」」。
- “PIAC”. 岡田宮脇研究室. 2024年9月23日閲覧。
  - デニス・サイナー著・宮脇淳子訳. “常設国際アルタイ学会（PIAC）の45年：歴史と回想”. 岡田宮脇研究室. 2024年9月23日閲覧。 “訳者注 (1) 本稿は、PIAC Newsletter(No.27 2002 pp.16-26) に掲載されたForty-five years of Permanent International Altaistic Conference (PIAC) (History and Reminiscences)の全訳”
  - 宮脇淳子. “「第三十八回国際アルタイ学会」『東方學』第九十二輯 平成8（1996）年” (PDF 476KB). 2024年9月23日閲覧。